# Саут-Герроу (станція метро)
51°33′53″ пн. ш. 0°21′08″ зх. д. / 51.564722° пн. ш. 0.352222° зх. д.
Саут-Герроу (англ. South Harrow) — станція лінії Пікаділлі Лондонського метро. Розташована у 5-й тарифній зоні, у районі Саут-Герроу, північно-західний Лондон, між станціями — Рейнерс-лейн та Садбері-гілл. Пасажирообіг на 2017 рік — 2.22 млн осіб.
Конструкція станція — наземна відкрита, з двома береговими платформами.

## Історія
- 28. червня 1903: відкриття, як кінцевої, станції на лінії Метрополітен-Дистрикт[en][3]
- 1. березня 1910: продовження лінії до Рейнерс-лейн.[3]
- 4. липня 1932: відкриття трафіку на лінії Пікаділлі, відкрита як кінцева станція[3]
- 1933: завершення трафіку лінії Дистрикт
- 22. жовтня 1933: відкриття трафіку до Аксбріджу
- 5. липня 1935: відкриття нової станції
- 1955: закриття товарної станції[4]

## Пересадки
Пересадки на автобуси London Buses маршрутів: 114, 140, 258, 395, 398, 487, H9, H10, H12, X140 та N140

## Послуги
| Попередня станція | Лінія | Лінія                            | Лінія | Наступна станція |
| ----------------- | ----- | -------------------------------- | ----- | ---------------- |
| Рейнерс-лейн      |       | Лондонське метро Лінія Пікаділлі |       | Садбері-гілл     |